# 新烏克蘭卡 (盧茨克區)
新烏克蘭卡（烏克蘭語：Новоукраїнка），是烏克蘭西部沃倫州盧茨克區的村落，始建於1964年，面積9.55平方公里，海拔高度173米，2001年人口211，人口密度每平方公里22.09人。